# Jordi Panareda
Jordi Panareda és un actor i acròbata. Es va iniciar en el món de les arts escèniques com a tècnic de so i pirotècnia amb la companyia Begat Teatre. A l'any 2001 crea Circ Pànic, la seva pròpia companyia. Amb el seu primer espectacle, Servei a domicili (una mescla d'acrobàcia, perxa xinesa, cable destensat i treball de doma), va oferir més de 400 funcions en 10 països diferents. A partir del 2003 es comença a formar en dansa contemporània. Al 2005 crea La caravane passe, un espectacle que estarà de gira fins al 2010 i que consolidarà Circ Pànic en el circuit internacional. Al 2011 estrena L'home que perdia els botons, un espectacle on treballa amb la disciplina de la perxa xinesa. Paral·lelament, Jordi Panareda ha anat col·laborant com a assessor per diferents companyies de circ i dansa i ha anat madurant un llenguatge personal que conjuga el circ, la dansa contemporània, la perxa xinesa i el clown.